# Курилова Олена Володимирівна
Оле́на Володи́мирівна Кури́лова (нар. 6 серпня 1968, Бердянськ) — психолог, фармацевт, телезірка, що позиціонує себе екстрасенсом. Переможниця 6-го та 8-го сезонів телереалітішоу «Битва екстрасенсів», після чого стала журі проєкту. Експерт телешоу «Слідство ведуть екстрасенси» та «Все буде добре».
До 2022 року мала 2 приватні аптеки у місті Куп'янськ, але закрила їх незадовго до початку повномасштабного вторгнення Росії в Україну.
За словами Курилової, її дар їй передався від прадіда священника, репресованого за сталінські часи.

## Біографія
Олена Курилова народилась у місті Бердянськ, де й отримала освіту. Закінчила ЗОШ № 11 та ЗДМФУ —фармакологічний факультет.
Вийшла заміж за Сергія Курилова, після чого, взяла його прізвище. Саме він підштовхнув Олену піти на кастинг «Битви екстрасенсів».
У 1994 році народила доньку Тетяну.
У 2018 році отримала повну вищу освіту по спеціальності психологія, закінчивши навчання у КиМУ.
У 2018 році стала бабусею —в неї народився онук.

## Передбачення
За словами Курилової, у 2014 році відчула, що війна в Україні не закінчиться лише військовим вторгенням на Донбас.
Олена Курилова стверджує, що «передбачила» епідемію коронавірусу ще у 2018 році, але вирішила нікому не казати. 
За рік до початку повномасштабного вторгнення Росії в Україну Курилова вмовила свого чоловіка продати своє сімейне авто, купити мікроавтобус та продати 2 аптеки, адже вона «відчувала» небезпеку. 22 лютого 2022 року приїхала по свою матір в Бердянськ, і виїхала з нею 24 лютого до Києва.

## Скандали та критика
Має погані відгуки на форумах — більшість клієнтів Курилової пишуть коментарі про її неправдиві «передбачення».
У 2019 році на телеканалі 1+1 вийшов випуск «Справжня бійня екстрасенсів», де річ зайшла про Олену Курилову. Її звинуватили у неправдивості розслідування та сказали, що передбачення родина, що звернулася було неправдивим. 

У 2024 році Олена Курилова залишила коментар під черговим виступом комікеси Алли Волкової:
|  | Це не гумор. З тобою все погано |

Через що Волкова висміяла Курилову на наступному стендапі, назвавши її «Подстілкою Сатани». Через тиждень після виступу Алли Волкової Олена Курилова вирішила подати до суду. 